# Gerechte-Welt-Glaube
Der Gerechte-Welt-Glaube (englisch just-world hypothesis) bezeichnet eine generalisierte Erwartung, dass es in der Welt grundsätzlich gerecht zugeht und dass Menschen im Leben das bekommen, was ihnen zusteht.

## Psychologische Perspektive
In der Sozialpsychologie betrachtet man den Glauben an eine gerechte Welt als eine Strategie der Selbstbestätigung durch defensive Attribution. Schlechte Dinge können einem selbst nicht zustoßen, sondern nur schlechten Menschen oder nur Leuten die dumme Fehler begehen oder schlechte Entscheidungen treffen. Ein erhöhter Gerechte-Welt-Glauben kann zu tragischen Folgen wie zur Täter-Opfer-Umkehr bei Vergewaltigungen und der Herabsetzung Armer führen. Entsprechend der Dissonanztheorie von Festinger ist der Mensch ein rationalisierendes Wesen und versucht durch die Opfer-Abwertung, die Dissonanz mit seinem Gerechte-Welt-Glauben zu reduzieren. Diese Attributionsverzerrung hilft zudem, angstauslösende Gedanken zu verdrängen, wie z. B. selbst ein zufälliges Opfer von tödlichen Unfällen oder Verbrechen zu werden. Sie ist also eng mit dem menschlichen Kontrollmotiv verbunden.
Es wurden Verfahren entwickelt, um den Gerechte-Welt-Glauben als Persönlichkeitsmerkmal zu messen.
Mögliche Bedeutung hat der Glaube an eine gerechte Welt für die Verarbeitung von Unfallfolgen und auch Psychotraumata. Wichtig erscheint, ob der Unfall durch das Opfer als faires oder unfaires Schicksal betrachtet wird und ob negative Emotionen vorherrschen (im Sinne von „das Opfer hadert mit seinem Schicksal“). Der Gerechte-Welt-Glaube kann eine wichtige persönliche Ressource bei der Bewältigung von kritischen Lebensereignissen sein. Ein anderes Beispiel ist die Bewältigung von Arbeitslosigkeit.

## Weltanschauliche Aspekte
Ein Gerechte-Welt-Glaube ist in die übergreifende philosophische Weltanschauung einer Person eingebettet. Er bildet die Basis von persönlichen aber auch sozio-kulturellen moralischen Wertemaßstäben. Thematisch wird sowohl in theologischen als auch in atheistischen Weltanschauungen dazu Stellung genommen.
Die Unterscheidung zwischen Recht und Unrecht wird im christlichen Glauben in letzter Instanz auf eine welterschaffende Göttlichkeit zurückgeführt. Nach christlichem Maßstab ist vor Gott keiner gerecht und Gerechtigkeit kann nur durch den Sühnetod Jesu erlangt werden. In den Berichten der neutestamentlichen Autoren wird deshalb eine Wertung von Leid als gerechte Strafe für das unrechte Handeln einer Person abgelehnt und darauf verwiesen, dass jeder unrecht handelt. Siehe z. B. Jesu Aussagen im Lukas-Evangelium:
„Oder jene achtzehn Menschen, die beim Einsturz des Turms am Schiloach erschlagen wurden - meint ihr, dass sie größere Schuld auf sich geladen hatten als alle anderen Einwohner von Jerusalem? Nein, sage ich euch, vielmehr werdet ihr alle ebenso umkommen, wenn ihr nicht umkehrt.“ (Lukas 13,4–5 )
Die Aufforderung, ein „gerechtes“ Leben anzustreben, zieht deshalb keinen Anspruch auf eine „gerechtere“ Behandlung oder gar einen höheren Status nach sich. Davon abweichende sozio-kulturell bedingte Interpretationen des christlichen Glaubens führten wiederholt zu korrigierenden Glaubensbewegungen.